# Dubbelevenredigheid

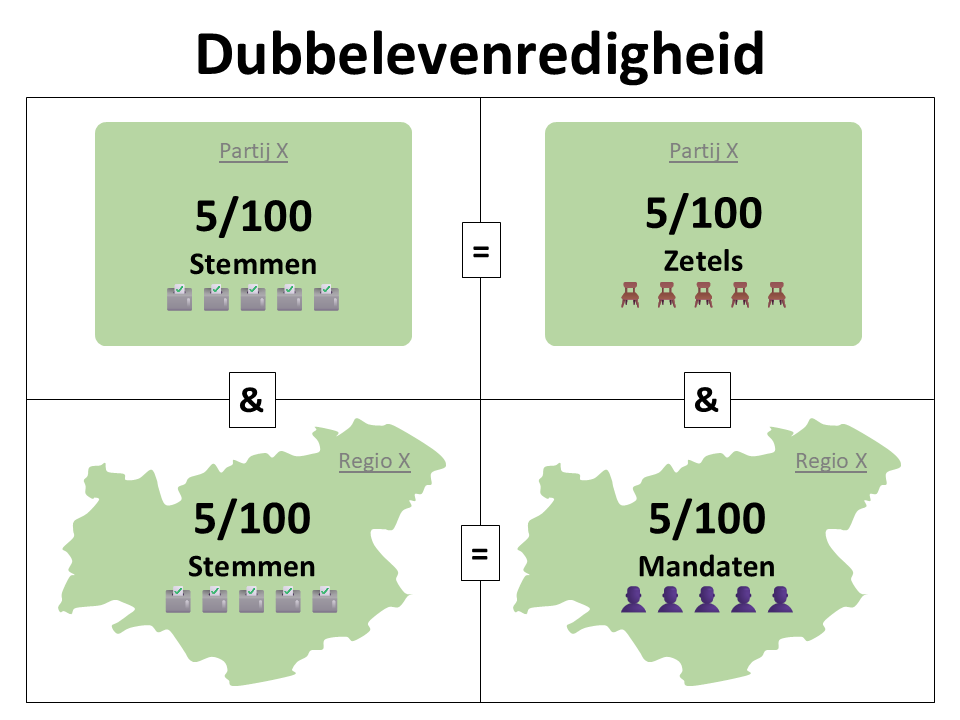
Het concept dubbelevenredigheid uitgebeeld: zowel elke partij als elke regio krijgt het evenredige aandeel van de zetels danwel mandaten toegekend.

Dubbelevenredigheid is een principe binnen het ontwerp van kiesstelsels waarbij zetels tegelijkertijd evenredig over partijen als evenredig over territoriale eenheden worden verdeeld. Het doel is een balans te vinden tussen partijpolitieke en geografische representatie. Het is geen vastomlijnd systeem, maar eerder een ideaal of streven dat op verschillende manieren toegepast en vormgegeven kan worden.

## Uitgangspunten
Dubbelevenredigheid kent twee pijlers:
- Partijpolitieke evenredigheid: 10% van de stemmen op een partij = 10% van de zetels voor die partij.
- Geografische evenredigheid: 10% van de stemmen uit een regio = 10% van de mandaten voor die regio.

## Doel en toepassing
Dubbelevenredigheid tracht te voorkomen dat grote partijen of regio's onevenredig veel invloed krijgen, terwijl kleine partijen of regio’s worden gemarginaliseerd. Of omgekeerd, dat kleine partijen of dunbevolkte regio’s structureel oververtegenwoordigd zijn. Het wordt vooral toegepast bij de samenstelling van parlementen in landen waar er oog is voor zowel politieke diversiteit als geografische spreiding.

## Voorbeelden van dubbelevenredigheid in de praktijk
Er bestaan meerdere manieren om het principe van dubbelevenredigheid in praktijk te brengen. Hier volgen drie concrete benaderingen:

### Zwitserse kantons: de Pukelsheim-methode
In Zwitserland wordt een wiskundige methode gebruikt die is gebaseerd op het werk van Friedrich Pukelsheim. Zijn aanpak, ook wel bekend als de dubbelevenredige zetelverdeling, heeft als uitgangspunt dat de uiteindelijke zetelverdeling dubbelevenredig is: zowel geografisch als partijpolitiek evenredig. Eerst wordt de 'bovenste verdeling' vastgesteld: het evenredige aandeel van elke partij en regio. Vervolgens stelt een rekenmethode de 'onderste verdeling' vast door kiesdelers dusdanig aan te passen dat alle zetels tegelijkertijd evenredig over partijen en regio's verdeeld worden. 

### Het Scandinavische model met vereffeningszetels
In landen zoals Zweden, Noorwegen en Denemarken wordt het systeem van vereffeningszetels gebruikt. Kiezers stemmen op partijen binnen districten, maar een deel van de zetels wordt landelijk herverdeeld om alsnog de algemene proportionaliteit van de stemmen te garanderen. Dit komt in de buurt van het ideaal van dubbelevenredigheid, omdat het systeem zowel regionale als partijpolitieke stemmenbalans nastreeft. Zweden en Denemarken kennen een procedure en berekeningswijze om deze landelijke vereffeningszetels toe te wijzen aan de regio's. Noorwegen verdeelt (voor de verkiezingen) alle zetels over alle regio's en wijst elke regio 1 vereffeningszetel toe. 

### Duitsland: afschaffing van overschotzetels ter waarborging van landelijke evenredigheid
In het Duitse Bundestag-systeem is lange tijd gewerkt met overhangmandaten: zetels die ontstaan wanneer een partij in een deelstaat meer districten wint dan haar proportionele stemaandeel zou rechtvaardigen. Om dat te compenseren werden extra zetels toegekend aan andere partijen; de zogenaamde Ausgleichsmandate. Vanaf 2025 is de landelijke partijpolitieke evenredigheid echter volledig gegarandeerd door de zogenaamde Zweitstimmendeckung. Dit houdt in dat elke zetel die door een kandidaatsstem behaald is, gedekt moet worden door een partijstem. Dit is een technische benadering van dubbelevenredigheid, waarbij zowel elke deelstaat als elke partij altijd een evenredig aandeel van de zetels toegewezen krijgt.